# ديكلان فارمر
ديكلان فارمر (بالإنجليزية: Declan Farmer)‏ هو لاعب هوكي الجليد أمريكي، ولد في 5 نوفمبر 1997 في تامبا في الولايات المتحدة.

## روابط خارجية
- ديكلان فارمر على موقع Paralympic.org (الإنجليزية)
- ديكلان فارمر على موقع اللجنة الأولمبية والبارالمبية الأمريكية (الإنجليزية)